# Gouandé
Gouandé ist ein Arrondissement im Département Atakora in Benin. Es ist eine Verwaltungseinheit, die der Gerichtsbarkeit der Kommune Matéri untersteht. Gemäß der Volkszählung von 2013 hatte Gouandé 17.116 Einwohner, davon waren 8183 männlich und 8933 weiblich.